# دوک‌نشین نورماندی
دوک‌نشین نورماندی یا نرماندی در پی پیمان سنت کلر سور اپت در سال ۹۱۱ میلادی بین شارل سوم، پادشاه فرانک باختری، و رهبر نورمان‌ها، رولو، شکل گرفت. این دوک‌نشین نام خود را از ساکنانش، نورمن‌ها، برگرفته است که تلفیقی از وایکینگ‌های اسکاندیناویایی و جمعیت محلی گالو-رومی بودند.

### تاریخچه
از ۱۰۶۶ تا ۱۲۰۴، در پی حمله نورمن‌ها به انگلستان، دوک‌های نورماندی اغلب همزمان عنوان پادشاه انگلستان را نیز در اختیار داشتند. استثناهای مهم شامل روبر کورتوز (۱۰۸۷–۱۱۰۶)، جفری پلانتاژنه (۱۱۴۴–۱۱۵۰)، و هنری دوم (۱۱۵۰–۱۱۵۲) می‌شد که در ۱۱۵۴ به پادشاهی انگلستان رسید.
در ۱۲۰۲، فیلیپ دوم، پادشاه فرانسه، طی تهاجم فرانسه به نورماندی (۱۲۰۲-۱۲۰۴)، این دوک‌نشین را به قلمروی خود منضم کرد. نورماندی تا معاهده پاریس (۱۲۵۹) تحت کنترل فرانسه باقی ماند، تا زمانی که انگلستان ادعاهای خود بر سرزمین اصلی را واگذار کرد و تنها جزایر مانش (شامل جرزی، گرنزی و سارک) تحت حاکمیت انگلیسی ماندند.

### وضعیت پس از الحاق
در پادشاهی فرانسه، عنوان دوک نورماندی گاه به عنوان اپاناژ به اعضای خاندان سلطنتی اعطا می‌شد. آخرین دارندهٔ این عنوان پیش از انقلاب فرانسه، لوئی هفدهم (۱۷۸۵–۱۷۹۲) بود. پس از ۱۴۶۹، این قلمرو به‌طور دائم به خاک سلطنتی فرانسه پیوست.

## فرهنگ و میراث
نورمن‌ها تأثیر عمیقی بر اروپای قرون وسطی گذاشتند، از جمله فتح انگلستان، تشکیل پادشاهی در سیسیل، و مشارکت در جنگ‌های صلیبی. معماری نورمان و سیستم فئودالی آن‌ها الگویی برای بسیاری از مناطق اروپا شد.